# Wolfgang E. Burhenne
Wolfgang Ewald Burhenne (* 27. April 1924 in Hannover; † 6. Januar 2017 in Oelinghoven) war ein deutscher Forstwirt und weltweit tätiger Natur- und Umweltschützer.

## Leben
Burhenne wurde als Sohn des Oberregierungsrates Adolf Burhenne und dessen Ehefrau Klara, geb. Ditges, geboren. Nach dem Besuch der Volksschule und des Gymnasiums wurde er 1941 zur Wehrmacht eingezogen. Er war Soldat bis zur dritten Verwundung in Russland, an die sich ein Lazarettaufenthalt anschloss. 1942 wurde er im Standortlazarett Dachau verhaftet und in das KZ Dachau in Einzelhaft verbracht, weil er KZ-Häftlinge unterstützt und Waffen für den Untergrund beschafft hatte. Er blieb 37 Monate Häftling in Dachau und anderen Lagern. Am 27. April 1945 floh er in sein Elternhaus nach Oberbayern. Anschließend wurde er durch die US-Truppen in Bad Reichenhall entlassen und leistete Hilfsdienst beim Forstamt in Bischofswiesen.

## Leistungen
1945 begann er ein Studium der Forstwissenschaft in München und arbeitete bis 1948 als freiberuflicher Berater. 1948 bis zu seinem Rücktritt 1949 war er Referent im Bayerischen Staatsministerium für Ernährung, Landwirtschaft und Forsten als stellvertretender Leiter der Abteilung Jagdwesen. Im selben Jahr wurde er Mitarbeiter im Bayerischen Landwirtschaftsverlag und beriet Mitglieder und Ausschüsse des Bayerischen Landtags. Neben seiner beruflichen Tätigkeit studierte er von 1950 bis 1953 an der Hochschule für Politik München. In keinem der Fächer machte er einen Abschluss.
1949 war er Mitbegründer der Schutzgemeinschaft Deutsches Wild, deren Vorstand er seitdem angehörte. 2016 übergab er die Verantwortung dafür an die Deutsche Wildtier Stiftung, unter deren Dach die Arbeit der Schutzgemeinschaft Deutsches Wild weiter geführt wird. 1950 erreichte er die Mitgliedschaft Deutschlands in der IUCN. 1952 gründeten er und andere Umweltschützer die Internationale Alpenkommission (CIPRA). Im selben Jahr war er an den Vorarbeiten zur Gründung der Interparlamentarischen Arbeitsgemeinschaft beteiligt. Seit 1953 agierte er als deren Geschäftsführer, seit 1985 ehrenamtlich. Am 29. April 1961 war er einer der Unterzeichner des Morges-Manifesto, der Gründungsurkunde des WWF.  1968 wurde er von Elisabeth Haub mit der Gründung des Karl-Schmitz-Scholl-Fonds (KSSF) beauftragt. Er war stellvertretender Vorsitzender des Verwaltungsrates. 1969 war er Mitbegründer des International Council of Environmental Law in Neu-Delhi. Seit der Gründung wurde er alle zwei Jahre als einer der Executive Governors wiedergewählt. Er war auch Mitglied des Beirats der VDI-Kommission Reinhaltung der Luft.
Burhenne war an der Entstehung und Verhandlung zahlreicher umweltvölkerrechtlicher Vereinbarungen beteiligt, so etwa beim Washingtoner Artenschutzabkommen (CITES) oder der Bonner Konvention (CMS). Er war Vorsitzender des Internationalen Rats für Umweltrecht.

## Ehrungen und Auszeichnungen
- Bundesverdienstkreuz am Bande des Verdienstordens der Bundesrepublik Deutschland (1973)
- Bundesverdienstkreuz 1. Klasse des Verdienstordens der Bundesrepublik Deutschland (1978)
- Ehrendoktorwürde der Barkatullah University, Indien (1983)
- Elizabeth Haub Prize for Environmental Law (1975)
- Großes Verdienstkreuz des Verdienstordens der Bundesrepublik Deutschland (1987)
- Ehrendoktorwürde der Pace University New York (1987)
- Umweltmedaille der „Better World Society“ New York (1990)
- Ehrenmitgliedschaft der IUCN (1990)[7]
- Umweltpreis der Vereinten Nationen (1991)[8]
- Großes Verdienstkreuz mit Stern des Verdienstordens der Bundesrepublik Deutschland (2004)
- Alpenpreis, für sein Lebenswerk im Dienste des weltweiten Natur- und Umweltschutzes (2011)[9]
- IUCN: Jefferson Coolidge Memorial Medal (2012)[10]